# みずがめ座シグマ星
みずがめ座σ星（みずがめざシグマせい、σ Aquarii、σ Aqr）は、みずがめ座の恒星である。見かけの等級は4.82と、肉眼でもみることができる明るさである。年周視差に基づいて太陽からの距離を計算すると、およそ206光年である。

## 特徴
みずがめ座σ星は早期A型の準巨星で、スペクトル型はA0 IVsと分類される。光度階級に添えられた“s”の文字は、スペクトルの吸収線が標準的な恒星に比べてとても細いことを表す。スカンジウムとストロンチウムの吸収線の強度比を根拠に、A型金属線星に位置づけられているが、これには疑問符も付けられている。金属元素は、マグネシウム、アルミニウム、ケイ素、チタン、バナジウム、クロム、鉄、ニッケル、ストロンチウム、イットリウム、ジルコニウム、バリウムが太陽組成と比較して過剰である一方、ヘリウム、スカンジウムは欠乏しており、カルシウムは太陽組成と同じくらいである。表面の有効温度は約10125 Kで、自転速度は21 km/s以上と見積もられる。

### 伴星
みずがめ座σ星は、ヒッパルコス衛星の観測によって、北に3.7秒離れた位置にある8等星との二重星であることが発見された。ただし、この8等星とみずがめ座σ星は、見かけだけの関係であると考えられる。一方で、みずがめ座σ星の固有運動の変化の周期を分析すると、およそ654日という周期が導かれ、これを軌道周期とする位置天文学的連星の可能性があるとされる。この軌道周期は、軌道長半径にすると9ミリ秒に相当し、見かけ上の伴星とは一致しない。
みずがめ座σ星は、時々月による掩蔽が起こり、その際の光度変化から見かけの大きさの推定や伴星の捜索が行われている。その結果、離角およそ7ミリ秒でもう1つの恒星が存在する可能性が示された。また、みずがめ座σ星は分光連星であるという報告がなされたことがあり、視線速度の変化も検出されている。分光連星とする根拠となる観測結果が明らかでなく、視線速度曲線も得られていないが、これらがいずれも共通の伴星の存在を示していることは考えられる。

## 名称
中国ではみずがめ座σ星は、天の軍隊（羽林軍）の砦を表す壘壁陣（拼音: Lěi Bì Zhèn）という星官を、やぎ座κ星、ε星、γ星、δ星、みずがめ座ι星、λ星、φ星、うお座27番星、29番星、33番星、30番星と共に形成する。みずがめ座σ星自身は、壘壁陣六（拼音: Lěi Bì Zhèn liù）すなわち塁壁陣の6番星といわれる。